# ねこぢる草
『ねこぢる草』（ねこぢるそう）は、ねこぢる原作による日本のOVA。2001年2月21日発売。

## 概要
ねこぢるの死後に制作されたオリジナル・ビデオ・アニメーション。ねこぢる原作のアニメは、先に『ねこぢる劇場』のタイトルで制作されたが、それの続編ではなく無関係の作品である。
内容は『ねこぢるうどん』の各編のシチュエーションをモチーフにしながら、半分失われたにゃーこの魂を取り戻すために、にゃっ太と共に旅をするロードムービー風のオリジナルストーリーとなっている。演出は原作と似て、残酷かつシュルレアリスム的な表現や、脈絡の無い夢・臨死体験のような展開を見せる。今作は脚本・絵コンテ・演出・作画監督の4役に湯浅政明を迎え、ねこぢる本来の画風を生かしつつ、湯浅政明独自の世界観を融合させた幻想的な映像になっている。
終盤のカタストロフィー的な展開で用いられた映像技法は、後の湯浅の監督作『マインド・ゲーム』などに活用されている。2014年9月20日に発売された『湯浅政明大全』には、本作の設定資料も載っている。

## あらすじ
姉のにゃーこが病気で伏せっている頃、弟のにゃっ太は死神がにゃーこの魂を奪いに来る所を目撃する。にゃっ太は魂を取り返そうとするも、半分は死神に奪われてしまう。にゃーこは一命をとりとめたが、それ以来生気が抜け落ちたままになってしまった。にゃっ太はそんなにゃーこに元気を取り戻してもらおうと一緒にサーカスに行くが、そこで夢とも現実とも区別がつかない不可思議な体験をすることになる。

## スタッフ
- 原作 - ねこぢる（月刊ガロ連載）
- 監督 - 佐藤竜雄
- 脚本・演出 - 佐藤竜雄、湯浅政明
- 絵コンテ・作画監督 - 湯浅政明
- 原画 - 久保まさひこ、田辺修、金子秀一、砂田茂樹、吉成曜、伊東伸高、鍋田香代子、福岡英典、末吉裕一郎、阿部邦博、清水ヒロシ、阿部航、安木茂、加藤やすひさ
- 動画検査 - 萩野信子、河野隆子、岡本秀樹
- 美術 - 中村豪希
- 編集 - 小野島寅
- 色彩設定・特殊仕上 - 石田美由紀
- 撮影監督 - 高瀬勝
- 音楽 - 手使海ユトロ
- サウンドデザイン - 染谷和孝
- ミキシングエンジニア - 山口正和、染谷和孝
- プロデューサー - 松倉友二
- アニメーション制作 - J.C.STAFF
- 製作 - キングレコード

## 受賞
2001年、第5回文化庁メディア芸術祭アニメーション部門にて優秀賞を受賞した。